# Кличук, Роман Васильевич
Роман Васильевич Кличук (укр. Роман Васильович Клічук; 31 октября 1972, Черновцы) — украинский бизнесмен, политик, мэр Черновцов с 30 ноября 2020 года.

## Биография
Родился 31 октября 1972 года в Черновцах в семье врачей. Окончил Буковинский государственный медицинский университет, учился в Киево-Могилянской бизнес-школе. До 1997 года работал медиком, далее ушел в бизнес.
В 1998 году с партнерами создал компанию «Рома», Кличук стал ее руководителем. Компания специализируется на оптовой продаже алкоголя и пищевых продуктов, является одним из лидеров продаж алкогольных, пиво-безалкогольных напитков и кондитерских изделий в Черновицкой, Хмельницкой, Тернопольской и Ивано-Франковской областях. Фирма «Рома» является одним из крупнейших налогоплательщиков в Черновицкой области.
Является учредителем ООО «Тайстра групп» — сети магазинов продовольственных товаров с географией покрытия в Черновицкой, Хмельницкой, Тернопольской, Ивано-Франковской и Винницкой областях.
С 2013 года владеет сетью ресторанов, пабов и пиццерий, объединенных в компанию «Гойра групп». Также является совладельцем компании «Брусницкая Мацеста», занимающейся ресторанным и гостиничным бизнесом.
С 2020 года является членом наблюдательного совета Черновицкого национального университета.
Владеет 80,01% акций ПАО «Фирма Бакалея». Кличук является соучредителем общественных организаций «Вдохновляющий город», «Клуб предпринимателей Буковины» и «Свободная полоса».

## Политика
В 2006—2010 годах был депутатом Черновицкого областного совета 5 созыва от партии «Батькивщина» и членом депутатской бюджетной комиссии.
С 2016 по 2018 год был членом исполнительного комитета Черновицкого городского совета.
В 2018 году перешел в партию «Самопомощь», в 2019 году баллотировался в народные депутаты Украины (№ 89 в списке).
29 ноября 2020 года Кличук победил на выборах мэра Черновцов от партии «Единая альтернатива». 30 ноября Черновицкая городская ТИК объявила результаты выборов — Роман Кличук набрал 59,5% голосов избирателей, его оппонент Виталий Михайлишин получил 40,5% голосов избирателей. Согласно данным протокола о результатах голосования, количество избирателей, принявших участие в голосовании, составляет 42 874 человека.

## Награды
В 2016 году Роман Кличук был награжден муниципальной наградой имени Антона Кохановского в номинации «Меценат года».

## Благотворительность
Роман Кличук активно помогает волонтерскому движению, меценат культурных, спортивных и социальных проектов. В частности, он занимается регулярной поддержкой благотворительного фонда Марты Левченко, Черновицкого коммунального территориального центра социального обслуживания «Забота», Федерации панкратиона Украины, Украинской академии лидерства, Черновицкой молодежной организации «Станица Пласта - Национальной Скаутской Организации Украины», благотворительного фонда «Лучшим Быть», ОО «Всемирный день вышиванки» и другие. Всю заработную плату городского головы, Кличук отдает на благотворительность. Также Кличук является одним из меценатов международного фестиваля «Маланка-фест», фестиваля «Обнова-фест».
С начала российско-украинской войны, с 2014 года Роман Кличук активно помогает Вооруженным Силам Украины, Национальной полиции Украины, добровольческим формированиям, поддерживает инициативы со стороны общественности по пропаганде активизации поддержки защитников Украины, а также постоянно проводит работу с меценатами по поддержке украинских воинов.
5 ноября 2019 года в Киеве состоялась премьера документального фильма «Соловей поет. Пока голос имеет» (укр. Соловей співає. Доки голос має), который снимался при поддержке Романа Кличука.

## Семья
Роман Кличук женат с 1998 года. Воспитывает троих сыновей.